# Antonio Somma
Pour les articles homonymes, voir Somma.
Antonio Somma est un dramaturge, journaliste et avocat italien né le 28 août 1809 à Udine et mort le 8 août 1864 à Venise. Il est l'auteur du livret de l'opéra de Giuseppe Verdi, Un ballo in maschera et du projet de livret pour le Re Lear.

## Biographie
Diplômé de la faculté de droit de Padoue, il oriente sa carrière vers la littérature et devient auteur à succès de pièces de théâtre. Sa tragédie Parisina est représentée au Teatro grande de Trieste dont il devient le surintendant. Il est dans cette même ville responsable éditorial du journal irrédentiste La Favilla dans lequel il se montre fervent défenseur de Giuseppe Verdi.
Il retourne ensuite à sa première profession et s'installe en qualité d'avocat à Venise où il rencontre Verdi. Le compositeur lui confie au printemps 1853 le soin de poursuivre la rédaction du livret du Re Lear que Salvatore Cammarano n'a pu achever avant sa mort et dont il livre en septembre une esquisse suffisamment avancée pour se voir rémunéré par son commanditaire.
En 1857, insatisfait de la distribution proposée par la direction du Teatro San Carlo, Verdi renonce temporairement, annonce-t-il, au Re Lear et commande à Somma un nouveau livret sur le thème de l'assassinat de Gustave III de Suède, déjà utilisé par d'autres auteurs sous le tire d' Un ballo in maschera, que le poète rédige en trois mois. Pour échapper à la censure bourbonienne auprès de laquelle il n'était pas en odeur de sainteté depuis ses activités à La Favilla, Somma propose à Verdi de signer le livret, rebaptisé du titre Vendetta in domino, sous l'anagramme de Tommaso Anoni. Monté finalement à Rome en 1859, l'opéra retrouve son titre d'Un ballo in maschera et la signature de son librettiste, la censure papale étant moins exigeante que celle bourbonienne.